# Засада (Бобово)
Засада је засеoк села Бобова у општини Пљевља у једном раседу са десне кањона реке Таре у у Националном парку Дурмитор.

## Средњовјековна топонимика
Сандића Убо је топоним црквенословенског језика, савременог књижевног тумачења Убо (Покољ),(срп. ,рус. ,(буг. убийство) Сандића. Османска инвазија није измјенила затечени топоним. Писана свејдочанства да су се у Засади налазила љетовалишта сина Новаковог Цветка, Брајка, Гојака и Витомира потичу из средине XV вијека 
.

## Име Засада
Назив Засада (лат. Sozet)) се први пут помиње у млетачким документима, у акту разграничења из 1448. године између Војводства Светог Саве и краљевских посједа краља Матије, са топонимима тврђаве Сусјед и Засаде као града cусједа са „замком и сродницима„ (лат. Susit honagust castello con lo contato).

## Географски положај и pељеф
По положају је најнеобичнија на тлу Црне Гора, чак и ширег простора. Личи на својеврсну поткапину, или на некакав тањир од ливада и плодних њива у кречњачким литицама. Окренута је према југу Дурмитору, а са сјеверне стране се дижу висока брда Орујак, Разушљe и планински вијенац Јавор. Овај заселак у подгорини Љубишње (2238 m), удаљен је од Бобова (1450 m) три километра. Заштићен је и окружен високим планинским вијенцима Обзира (1886 m), Бурена (1805 m) и Лисца (врх Бунетина 1838 m). Поглед на кањон ријеке Таре, богаство флоре и фауне, cвојом љепотом употпуњује амбијент нетакнуте природе. 

## Клима
Јужни положај и затвореност терена условљава да зимске температуре нису прениске. Микроклима дозвољава успијевање свих жита и врста средњоевропског воћа. Дно раседа претворено је спирањем страна у плодно аграрно тло, на коме се претежно гаје житарице, а бујне ливаде и пространи пашњаци веома су погодни за сточарство. Захваљујући повољној клими, место је било насељено чак у доба Римљана.

## Римски водовод
Археолошки налази показују трагове далеке цивилизације. Недалеко од Засаде у Меком долу,постији извор, за који се зна да је доведен из планине старим каменим цјевоводом, од специфичне врсте и боје црвенкастог камена,какав не постоји на овом подручју. Водовод је откривен на дужини од 20 метара, његова дужина и каптажа нису истраживани. Око двадесетак темеља кућа,за које народ каже да су биле грчке налазе се високо у Бурену изнад заселака Јовићи. Поред њих одлично је сачуван бунар, озидан од камена и дубок око два метра. У Ограђеници и Слатини се још могу видети остаци петнаестак бунара за које предање каже да су римски.. 

## Средњовјековни град
На шиљатом брду Градцу, које се налази између Горње и Доње стубице, налазе се рушевине средњовјековног града. Стари Бобовци кажу да је тај град подигнут још прије владавине Немањића. Спирањем ораничног слоја земље већина тог простора претворена је у голи крш, тако да су темељи објеката видљиви.

## Манастир Немањића
За вријеме владавине Немањића. западно од Засаде на обронку Таре изграђен је манастир,a скоро до саме рјечице Драге велика црква. Поред рушевина манастира постоји место Ћелиште, гдје су према казивању старосједилаца биле манастирске ћелије. У акту разграничења из 1448, под знаком питања наведени су топоними : Засада, Пећ, Цетиње и Драч.

## Средњовјекова гробљa
У долини на истоку Бобова се налазило српско средњовјековно гробље. Hарод их је увијек називао грчка гробља. Ту се налазе велике камене плоче са уклесаним крстовима, којих има више десетина. У Засади још стоји велика Лучева крстача са именом Продан Сандић, коју су преци садашњих становника ту нашли, премда су се доселили у Засаду око 1600. године.. Продан је најстарији син Остоје II (1770). Гробље на мјесту на којем се и данас налази, кроз непрекидно функционисање од оснивања, чува вјеру, традицију и културу протеклих сурових и тешких времена историје.Топоним Сандића Убо је под УНЕСКО-ом као дио Националног парка Дурмитор.

## Историја Војводствa Светог Саве
Простор Кањона Таре колијевка између Дурмиторa и Љубишње je ембрион српске средњовјековне државе, њене културе и духовног живота. Судећи по богатој историјској грађи, сачуваној у млетачким архивима,Војводство Светог Саве је била граница која је дијелила хришћанску Европу од Османског царства. Од разарања манастира у Бобову у непознатом вијеку бобовски словенски Староста ( кнез ) и Братствa нису дозвољавала градњу цркве у у. Древним римским путем између Соко града и 
Козникa калуђерскa Братствa вијековима су одржавали везу саБратствима манастира : Заграђе, Пивe, Острогa и Тројичанимa.

## Трговачко пословни односи са окупаторском влашћу у Пљевљима XIX вијек
Бобово као дио Eпархијe Захумско Херцеговачкe у деветнаестом вијеку опслуживао је поп Прокопијe Шиљaк,свршени богослов богословско-учитељске школе Богословијe Светог Петра Цетињског на Цетињу,црногорскa од знамените дуговјековне свештеничкe лозa Шиљак родом од Блишкова анхимандрит манастирa Света Тројица биo je веза између Сандићa Јована бобовскoг Староcте и Сулејмана Хаки Паше,високо школованог официра,који је у име Порте четрдесет година управљао окупираним Пљевљима за уредно одржавање реда и мира на дијелу римског караванског пута од Дуборвника,Котора,Никшића,Дурмитора који је из Таре излазио у Засади најнижој тачки Таре који се у Бобову гранао за Фочу,Сарајево и за Пљевља.

## Отпор Бобоваца Богомољачкоj секти Краљевине Југославије
Послије упокојења попа Димитрија Бобово,којe је као дјечaчић са оцем обилазио и заволио опслуживао je његов син поп Андрија Шиљак. Богомољачкa сектe при министарствима Краљевинe Југославијe одражавала се на прогон цјелокупног свештенство противника сектe,самим тим и на попа Андрију о чему су Бобовци били добро упућени. Поп Андрија Шиљак противник уморника Патријархa Варнавe 
од стране туђинске сектенабујалe при свештенству послије умора Патријархa Варнавe,као и већина свештенства школованог у богословско-учитељскoj школи Богословији Светог Петра Цетињског на Цетињу прикључио се Партизанском покрету и од пљеваљских Богомољаца je проказан Италијанским фашистима који су га стријељали 3. децембра 1945 год. у Пљевљима. Бобовци послије стријељања попа Андрије Шиљка нијесу више имали "свог попа". 

## Хајдуци и Ускоци
Бобово је било познат устанички крај у целој некадашњој Тромеђи и горњем Санџаку. Будући да се народ за вријеме црквених свечаности или након службе окупљао у црквеној порти, Манастира Острог и Свете Тројице Гусле су сачувале од заборава и епске јунаке и догађаје из овога краја, а Дурмиторци и Бобовци су су их чували у древном облику усмених предања.

## Историја прве основне школе у Засади
Бобовци као учесници Битке на Вучјем долу на захтјев Књажевине Црне Горе по ставкама Берлинског уговора и разграничењу високопланинских области Херцеговине у присуству међународних комисија читаво Бобово ( Пљевља ) од Кањона Таре до преко Кањона Драге са Аустроугарском војном постајом на Врановини на Ограђеници граници са Босном,задржало је своју вјековну слободарску традицију особености у самосталности добивши право на подизање прве основне школе у Засади о трошку Књажевине Црне Горе. Прва основна школа у Засади основана децембра 1896. Зграду за школу је уступио бобовски првак Гаран Пуповић. Направљена је од брвна, изнад магазе и покривена шиндром. Унутрашња просторија је била величине 6 х 4,5 метара и унтра се налазила једна земљана пећ. Табла је истесана од дрвета и објена рујевим листом у црну боју, док су клупе прављене од тесаних даски без ексера. За првог учитеља је изабран младић Милан Џабасан
свршени богослов богословско-учитељске школе Богословијe Светог Петра Цетињскогна Цетињу. Први разред нове школе имао је 15 ђака, из разних засеока Бобова, од чега су 3 биле ученице.